# MUBI
Pour la ville nigériane, voir Mubi.
MUBI (anciennement The Auteurs) est un site anglais de vidéo à la demande, basé à Londres (avec des bureaux à Palo Alto, Paris et New York) et créé le 14 février 2007 par l’homme d'affaires turc Efe Çakarel (en) et le développeur brésilien Gabe da Silveira. 
Le projet est porté par The Criterion Collection et Costa Films (et anciennement par Celluloid Dreams). Il est également soutenu par le programme MEDIA de l'Union européenne, et a pour partenaires exclusifs la World Cinema Foundation et Sony. 
MUBI se concentre sur la curation de son offre, il offrait 30 films au visionnage en streaming tous les mois (un est ajouté, et un autre supprimé, chaque jour). En 2025 la plateforme propose 500 films pour 11,99€ par mois. Le catalogue est principalement axé sur le cinéma d'auteur, les films étrangers et les classiques. Le site intègre également des éléments de réseautage social, lesquels étaient les fondements de la première version (sous le nom The Auteurs,).
Forte de son succès auprès de cinéphiles dans le monde entier, la plateforme s’est aussi lancée dans la production et la distribution de films, dont The Substance de la Française Coralie Fargeat, qui a reçu de nombreuses récompenses internationales. Elle revendique environ 20 millions d’abonné·es et emploie plus de 400 personnes dans quinze pays.

## Critiques
Dans une lettre ouverte publiée en juillet 2025, une quarantaine de cinéastes et d’artistes exhortent la plateforme à revenir sur son partenariat avec le fonds d’investissement Sequoia qui soutient des entreprises militaires israéliennes « une entreprise qui investit dans l’assassinat d’artistes et cinéastes palestinien·nes ». À la suite, des institutions culturelles ont coupé leurs liens avec Mubi, par exemple le festival de cinéma chilien de Valdivia, les cinémathèques nationales de Mexico et Bogotá, ou encore le Centre for Contemporary Arts de Glasgow.

## Accès
MUBI est accessible via navigateur. Une application pour PlayStation 3 est disponible depuis le 3 novembre 2010 sur le PlayStation Store. Une application pour PlayStation 4 est également disponible sur la boutique numérique de la console.
MUBI est disponible sous Android depuis 2014 via l'application MUBI.
Depuis 2020, MUBI a intégré le service Apple TV Channels d'Apple, il est donc possible de s'abonner au service via les application TV des divers appareils Apple pour 12,99 € par mois pour 6 personnes (famille iCloud), après 7 jours d'essai gratuits.

## Films sortis sur MUBI
- 2021 : Hey There! de Reha Erdem